# Zhangtiansi (sockenhuvudort i Kina, Hubei Sheng, lat 29,85, long 112,20)
Zhangtiansi (kinesiska: 章田寺, 章田寺乡) är en sockenhuvudort i Kina. Den ligger i provinsen Hubei, i den centrala delen av landet, omkring 220 kilometer väster om provinshuvudstaden Wuhan. Antalet invånare är 40 540. Befolkningen består av 20 123 kvinnor och 20 417 män. Barn under 15 år utgör 12,0 %, vuxna 15-64 år 77 %, och äldre över 65 år 9,0 %.
Runt Zhangtiansi är det tätbefolkat, med 442 invånare per kvadratkilometer. Närmaste större samhälle är Mahaokou, 16,4 km nordost om Zhangtiansi. Trakten runt Zhangtiansi består till största delen av jordbruksmark.
Genomsnittlig årsnederbörd är 1 563 millimeter. Den regnigaste månaden är maj, med i genomsnitt 235 mm nederbörd, och den torraste är december, med 28 mm nederbörd.